# キヌレニン経路

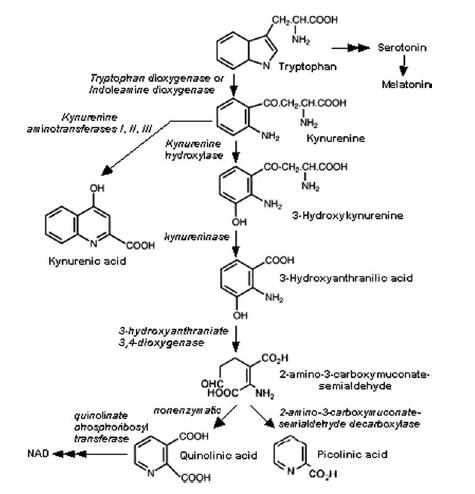
キヌレニン経路

キヌレニン経路（キヌレニンけいろ、英: Kynurenine Pathway, KP）はトリプトファンの代謝経路のひとつ。人体では摂取されたトリプトファンの大部分がキヌレニン経路により代謝されている。

## 反応系
| 段階 | 反応物                                      | 生成物                                      | 酵素                                            | 酵素 | 酵素       | 補因子 補酵素         |
| 段階 | 反応物                                      | 生成物                                      | 酵素名                                          | 略号 | EC番号     | 補因子 補酵素         |
| ---- | ------------------------------------------- | ------------------------------------------- | ----------------------------------------------- | ---- | ---------- | --------------------- |
| 1    | L-トリプトファン                            | N'-ホルミルキヌレニン                       | インドールアミン-2,3-ジオキシゲナーゼ           | IDO  | 1.13.11.52 | ヘム                  |
| 1    | L-トリプトファン                            | N'-ホルミルキヌレニン                       | トリプトファン-2,3-ジオキシゲナーゼ             | TDO  | 1.13.11.11 | ヘム                  |
| 2    | N'-ホルミルキヌレニン                       | L-キヌレニン                                | アリルホルムアミダーゼ                          |      | 3.5.1.9    | -                     |
| 3    | L-キヌレニン                                | 3-ヒドロキシキヌレニン                      | キヌレニン-3-モノオキシゲナーゼ                 | KMO  | 1.14.13.9  | NADPH (VB3) FAD (VB2) |
| 4    | 3-ヒドロキシキヌレニン                      | 3-ヒドロキシアントラニル酸                  | キヌレニナーゼ                                  | KYNU | 3.7.1.3    | PLP (VB6)             |
| 5    | 3-ヒドロキシアントラニル酸                  | 2-アミノ-3-カルボキシムコン酸セミアルデヒド | 3-ヒドロキシアントラニル酸-3,4-ジオキシゲナーゼ |      | 1.13.11.6  | Fe2+ (鉄)             |
| 6    | 2-アミノ-3-カルボキシムコン酸セミアルデヒド | キノリン酸                                  | 非酵素的                                        | -    | -          | -                     |

## 主要生成物

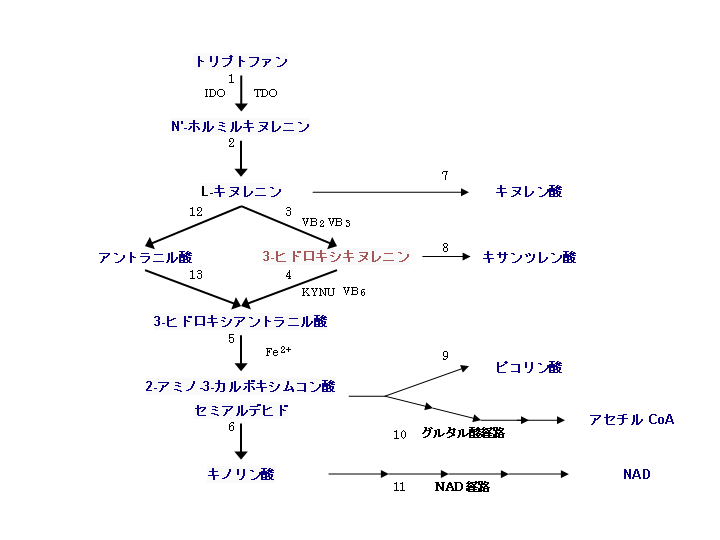
キヌレニン経路からの生成物

キヌレニン経路から生合成される主要なものは以下のとおりである。
- キヌレニン → キヌレン酸
- キヌレニン → アントラニル酸
- 3-ヒドロキシキヌレニン → キサンツレン酸
- 2-アミノ-3-カルボキシムコン酸セミアルデヒド → ピコリン酸

- 2-アミノ-3-カルボキシムコン酸セミアルデヒド →→(グアニル酸経路)→→ アセチルCoA ( → クエン酸回路)

この経路は、トリプトファンをエネルギー源として代謝分解する経路になる。アミノ酸の代謝分解#トリプトファン参照。
- キノリン酸 →→(NAD経路)→→ NAD ( → NADサイクル)

この経路は、トリプトファンをナイアシン(ビタミンB3)の活性型であるNADへ変換する経路。

## 疾患との関連
キヌレニン経路の酵素や中間代謝物またはその生成物は免疫系や神経系へ作用したり作用を受けたりするものがあり、これら酵素の活性や中間代謝物や生成物の不均衡と、さまざまな疾患(例えば、多発性硬化症、筋萎縮性側索硬化症、癌、神経変性疾患（ハンチントン病、パーキンソン病、アルツハイマー病）、精神病（統合失調症、うつ病）、エイズ認知症、マラリアなど)との関連が研究されている。